# Microcreagrina
Genre
Microcreagrina est un genre de pseudoscorpions de la famille des Syarinidae.

## Distribution
Les espèces de ce genre se rencontrent en Europe du Sud, en Afrique du Nord et au Proche-Orient.

## Liste des espèces
Selon Pseudoscorpions of the World (version 3.0) :
- Microcreagrina cavicola Mahnert, 1993
- Microcreagrina hispanica (Ellingsen, 1910)
- Microcreagrina madeirensis Mahnert, 1993
- Microcreagrina subterranea Mahnert, 1993

## Publication originale
- Beier, 1961 : Nochmals über iberische und marokkanische Pseudoscorpione. Eos, vol. 37, no 4/6, p. 21-39 (texte intégral).